# Emmanuel Foulon
Emmanuel Foulon (Frameries, Hainaut, 29 de desembre de 1871 - ?) va ser un tirador amb arc belga, que va competir a cavall del segle xix i el segle xx. El 1900 va prendre part en els Jocs Olímpics de París, en què guanyà la medalla d'or en la modalitat de tir Sur la Perche à la Herse del programa de tir amb arc.